# C/1963 R1 (Перейры)
Комета Перейры (C/1963 R1 (Pereyra)) — яркая околосолнечная комета семейства Крейца, открытая 14 сентября 1963 года С. М. Перейрой в обсерватории Кордовы, Аргентина. Во время открытия имела величину 2m и длинный хвост, и была видима невооружённым глазом для жителей южного полушария. Однако она быстро слабела, так как уже удалялась от Солнца и, к тому же, при прохождении перигелия всего в 60 тыс. км от поверхности звезды потеряла много вещества. 16—17 сентября её блеск упал до 6—6,5m. Наблюдения в октябре—ноябре производились в основном фотографическими методами. 9 ноября было замечено отделение фрагмента от ядра. Из-за неблагоприятных условий наблюдения данных о составе и строении головы кометы получено не было.